# Rondella delle Boccare
La rondella delle Boccare è un baluardo situato lungo le mura magistrali di Verona, sulla sinistra d'Adige, progettato da Teodoro Trivulzio, Giano Fregoso e Bernardino da Treviso.

## Storia e descrizione

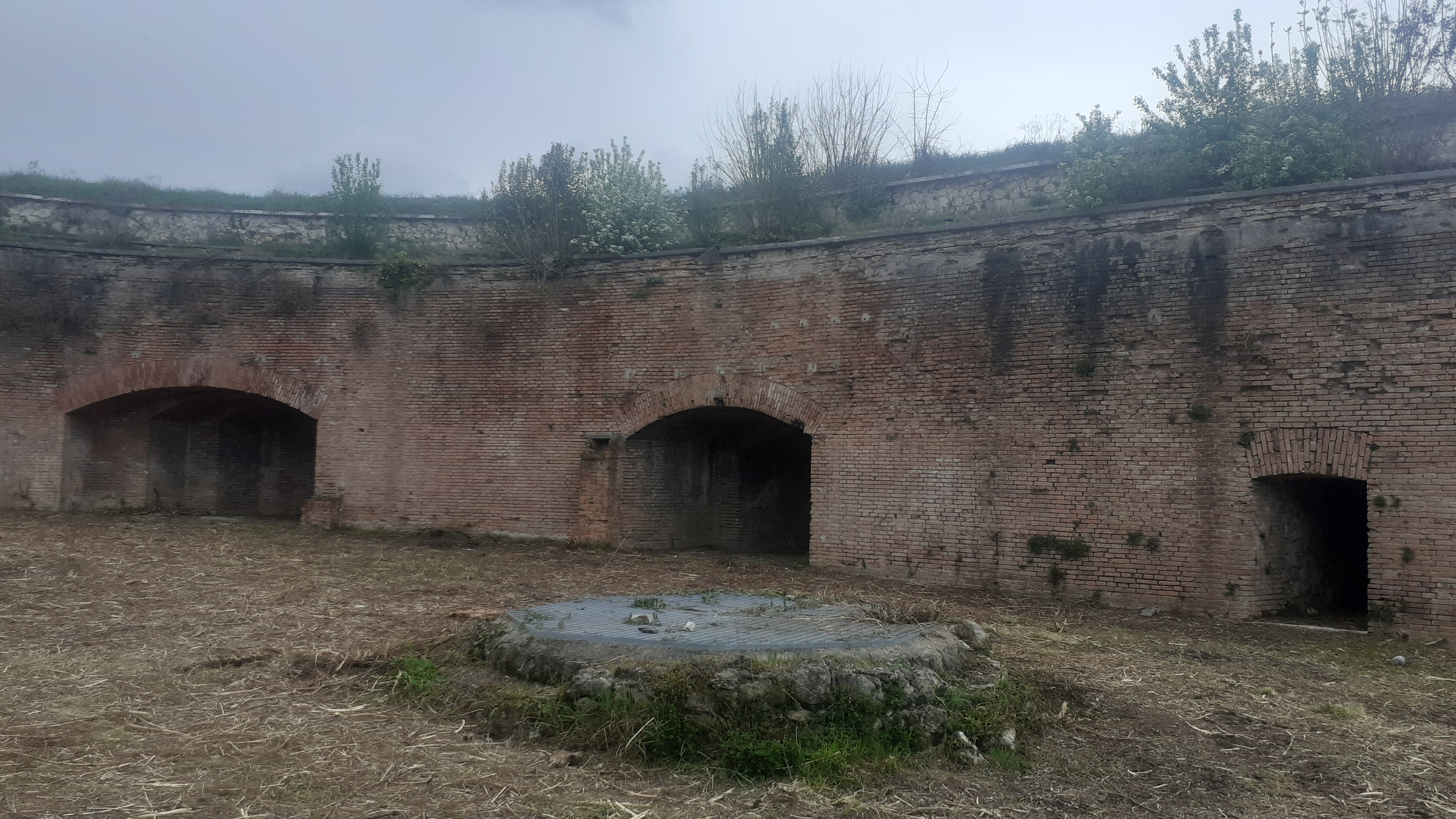
Postazioni cannoniere

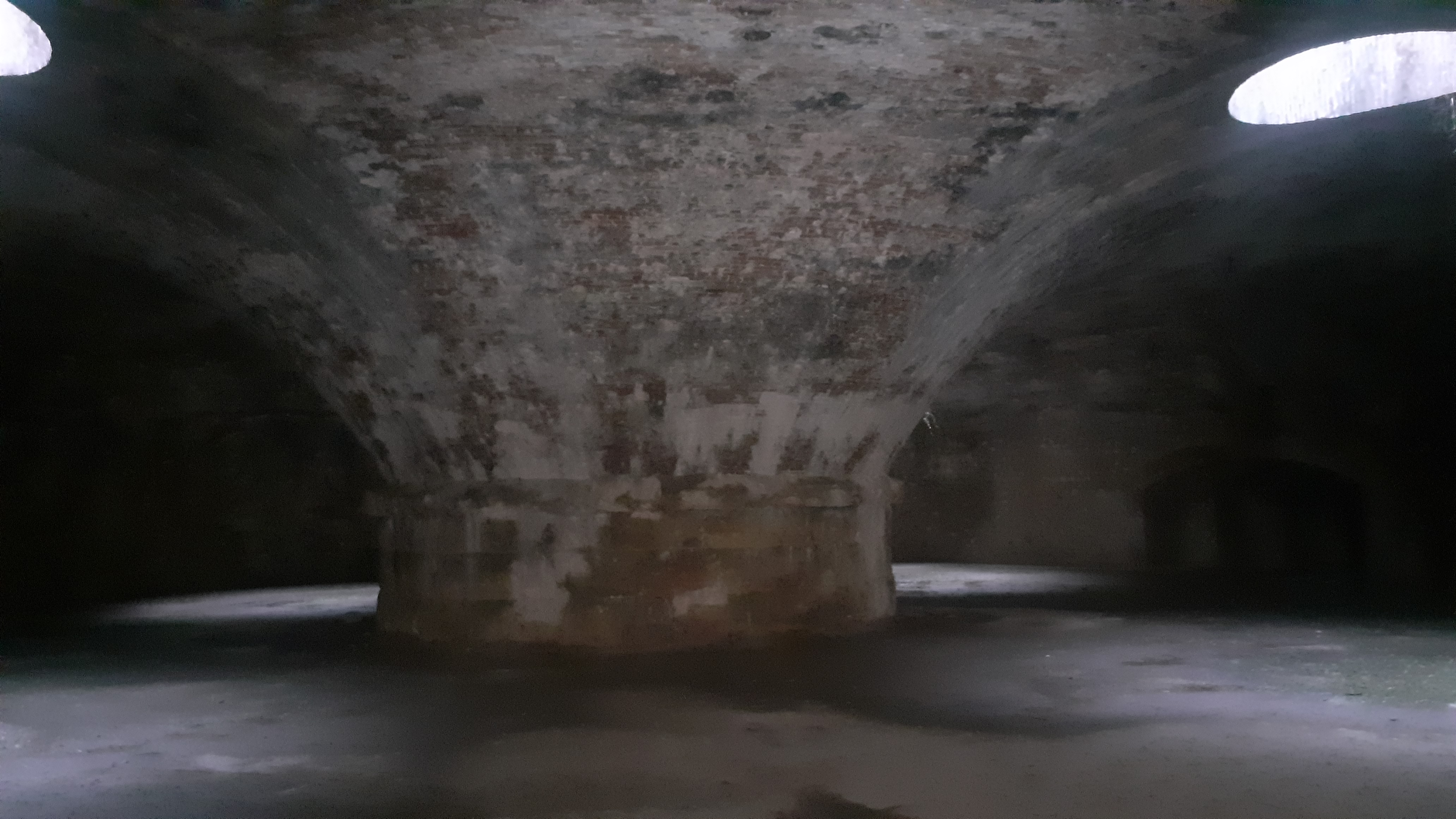
Immagine dell'interno

Preesistente alla rondella era la cinta muraria scaligera, commissionata da Cangrande della Scala e realizzata tra 1321 e 1324 su progetto del maestro Calzaro. Tra 1522 e 1525 venne poi edificato il baluardo su progetto di Teodoro Trivulzio, Giano Fregoso e Bernardino da Treviso, nell'ambito del rafforzamento da parte della Repubblica di Venezia delle fortificazioni di Verona, che aveva l'obiettivo di renderle più adatte all'introduzione della polvere da sparo.  Nel 1840 vi fu infine il restauro del baluardo sotto la direzione del Genio Militare austriaco.
Il nome Boccare sembra deriva dalle ampie aperture, necessarie per lo sfiato dei fumi di sparo, aperte nella volta della casamatta, oppure potrebbe riferirsi alle molte cannoniere che si aprono nel muro perimetrale.
Si tratta di un'opera a tracciato circolare (detta, appunto, rondella) completamente in muratura, con postazione di artiglieria nella casamatta anulare e sulla piattaforma superiore, ordinata anche per il tiro dei fucilieri dalla banchetta, dietro al parapetto. Col restauro ottocentesco la piattaforma superiore venne coperta da uno strato di terra battuta, inoltre venne inserita una polveriera sotto il terrapieno, accanto al portale di ingresso della casamatta. Il muro perimetrale ha lo spessore medio di 9,80 metri e un paramento in mattoni di laterizio, ed è caratterizzato da un profilo a scarpa (in pendenza) sino all'altezza della cordonatura, dopo il quale si eleva in verticale e termina con il parapetto.
All'interno, l'ampia casamatta a corona circolare ha il diametro di 35,50 metri, mentre al centro si erge un'imponente colonna cilindrica del diametro di 8,70 metri, che sostiene la volta anulare. Tra le rondelle cinquecentesche di Verona è la più perfetta, in particolare per l'alta qualità costruttiva e i richiami all'antico, come il severo portale a conci rustici, tanto da ricordare le idee fortificatorie di fra' Giovanni Giocondo.